# Intrakornealni stromalni prsten
Intrastromalni kornealni prsteni (ili intrakornealni prsteni), mali su strojevi implantirani u oko za popravljanje vida. Tipična korekcija vida pomoću kornealnih prstenova uključuje oftalmologa koji napravi mali rez na rožnici i umetne dva srpasta ili polukružna dijela prstena između slojeva kornealne strome, sa svake strane zjenice. Umetanje prstenova ima za posljedicu spljoštavanje rožnice i mijenjanje refrakcije svjetlosti koja kroz nju prolazi.
Kornealni prsteni koriste se najčešće u liječenju miopije (-1.0 do -3.0 D za korekciju vida i 1.0 D ili manje za astigmatizam). Prednost nad drugim kirurškim tehnikama poput PRK ili LASIK jest da su imlantati uklonjivi, što dozvoljava potpunu ili parcijalnu reverziju korekcije ili zamijenu drugačijim prstenima da bi se promijenila količina korekcije. Druge prednosti su smanjen rizik za pojavu nuspojava i veći uspjeh pri dobivanju željene korekcije.
Potencijalne komplikacije su slične onima u drugim operacijama korekcije vida. Uključuju infekciju i poremećaje vida, posebno noćnog vida.
Prsteni su napravljeni od PMMA materijala (akrilnog stakla koji je poznatiji pod nazivom Pespex ili Plexiglas). Vodeći proizvođač je Addition Technology, a na tržište su plasirane pod nazivom Intacs.
S dolskom LASIK-a i imlantabilnih Collamer leća, Intac prsteni se rijetko koriste za korekciju miopije. Danas se najčešće koriste za liječenje keratokonusa. Moraju se umetnuti u kanal u rožnicikoji se može napraviti mehanički automatiziranim instrumentom ili femtosekundnim laserom kao što je intralase. Dijelovi prstena se tada umetnu u te kanale. Ima ih različitih debljina. Intac variraju od 210 do 450 mikrometara. Umeću se oko 7mm od optičkog središta. Šav se stavlja na ulasku u kanal nakon imlantacije prstena.